# Hvidovre Station
Hvidovre Station er en S-togsstation på Høje Taastrup-banen. Stationen ligger omkring 1 kilometer nord for den gamle landsby Hvidovre, i den nordligste del af Hvidovre Kommune. Stationen dækker således også områder i de tilstødende Rødovre og Københavns Kommuner, hvorimod hovedparten af Hvidovre dækkes bedre af stationerne på Køge Bugt-banen.
Se også Hvidovre Fjern Station (ingen passagerbetjening).

## Galleri
- Wikimedia Commons har flere filer relateret til Hvidovre Station

- Busholdepladsen ved Hvidovrevej.
- Indgang fra busholdepladsen.
- Trappe fra forhallen.
- Den åbne del af perronen.
- Adgangsvej fra øst.
- Indgang fra øst.

## Antal rejsende
Ifølge Østtællingen var udviklingen i antallet af dagligt afrejsende med S-tog:
| År   | Antal | År   | Antal | År   | Antal | År   | Antal |
| ---- | ----- | ---- | ----- | ---- | ----- | ---- | ----- |
| 1957 | 4.600 | 1974 | 3.972 | 1991 | 3.570 | 2001 | 3.179 |
| 1960 | 4.755 | 1975 | 3.455 | 1992 | 3.511 | 2002 | 3.117 |
| 1962 | 5.362 | 1977 | 3.003 | 1993 | 3.499 | 2003 | 3.182 |
| 1964 | 4.681 | 1979 | 4.164 | 1995 | 3.628 | 2004 | 2.825 |
| 1966 | 5.179 | 1981 | 4.577 | 1996 | 3.521 | 2005 | 2.397 |
| 1968 | 5.044 | 1984 | 4.140 | 1997 | 3.332 | 2006 | 2.507 |
| 1970 | 5.155 | 1987 | 3.784 | 1998 | 3.223 | 2007 | 2.501 |
| 1972 | 4.709 | 1990 | 3.897 | 2000 | 3.120 | 2008 | 2.519 |